# Changar
De Changar (Russisch: Хангар) is een stratovulkaan op het centrale deel van het Russische schiereiland Kamtsjatka, de zuidelijkste van het Centraal Gebergte. De vulkaan heeft een caldera met een diameter van ongeveer 2 kilometer, die nu gevuld is met een meer van ongeveer 0,4 km³.
De vulkaan is momenteel niet zo actief. In 5700 v. Chr. vond een zware uitbarsting plaats, die leidde tot het ontstaan van de krater aan de top. In 2006 bleek dat de laatste uitbarsting ongeveer 500 jaar geleden plaatsvond, waarmee het sindsdien als een van de twee actieve vulkanen wordt beschouwd van het Centraal Gebergte, samen met de Itsjinskaja Sopka.